# 東京VICTORY (テレビ番組)
『東京VICTORY』（とうきょうヴィクトリー）は、2019年7月6日から2021年9月25日まで毎週土曜日の7:00 - 7:30（JST）にTBS系列にて放送されていたスポーツ情報トークバラエティ番組。

## 概要
「グッドモーニング、グッドアスリート」をキャッチコピーに、2021年7月23日から8月8日まで開催した2020年東京オリンピック、および同年8月24日から9月5日まで開催した2020年東京パラリンピックを、それぞれゲストとして出演するトップアスリートと共にトークを繰り広げた。
また、生放送及び収録会場には、将来のオリンピアン、パラリンピアンを目指す少年少女たちを招き、その競技についての体験や質疑応答などを行うほか、歴代のオリンピアン、パラリンピアンを「レジェンドアスリート」として招き（必ずしもメインゲストと同じ種目とは限らない）、現役のオリンピアン、パラリンピアン共々トークに華を添える。さらに、直近のオリンピック・パラリンピックの選手選考状況や準備状況などをまとめたトピックスも放送されていた。
ただし、2020年4月下旬から8月にかけての放送では、新型コロナウイルス感染症拡大に伴い、特定選手や少年少女らを招く形式での収録を控え、その代わりにスタジオ非公開で、特定の種目の歴史や道具、競技の魅力を専門家に解説してもらうスタイルをとっていた。9月以後は、選手のゲスト出演が再開されたが、少年少女らを招く公開形式とはせず、VTR出演でその週取り上げた競技に関連した少年少女らに出演してもらう「未来にはばたけ！VICTORY KIDS」のコーナーを設けていた。
テーマ曲として、番組名と同じサザンオールスターズの「東京VICTORY」が起用された。2020年1月に桑田佳祐によって制作されたオリンピックの民放共同テーマソング「SMILE〜晴れ渡る空のように〜」が発表されて以降は、同曲も並行して使用されていた。
レギュラー番組化する前に、『東京ビクトリー〜奇跡が導いた東京五輪1964〜』と題した単発番組が2018年3月3日に放送された。この番組では1964年東京オリンピックをテーマに、閉会式を手掛けた松沢一鶴と、国立霞ヶ丘競技場陸上競技場のアンツーカーを作った奥庚子彦 が取り上げられた。
2021年6月26日放送分で放送100回を達成した。
2020年東京オリンピック・2020年東京パラリンピック終了後の2021年9月25日をもって、2年3ヶ月・通算放送回数113回の歴史に幕を下ろした。該当枠は翌週より、後座番組の『まるっと!サタデー』が30分拡大している。

## ネット局と放送時間
| 放送対象地域   | 放送局                    | 系列    | 放送時間（JST）          | 備考・脚注 |
| -------------- | ------------------------- | ------- | ------------------------ | ---------- |
| 関東広域圏     | TBSテレビ（TBS）          | TBS系列 | 土曜日 7時00分 - 7時30分 | 【制作局】 |
| 北海道         | 北海道放送（HBC）         | TBS系列 | 土曜日 7時00分 - 7時30分 | 同時ネット |
| 青森県         | 青森テレビ（ATV）         | TBS系列 | 土曜日 7時00分 - 7時30分 | 同時ネット |
| 岩手県         | IBC岩手放送（IBC）        | TBS系列 | 土曜日 7時00分 - 7時30分 | 同時ネット |
| 宮城県         | 東北放送（tbc）           | TBS系列 | 土曜日 7時00分 - 7時30分 | 同時ネット |
| 山形県         | テレビユー山形（TUY）     | TBS系列 | 土曜日 7時00分 - 7時30分 | 同時ネット |
| 福島県         | テレビユー福島（TUF）     | TBS系列 | 土曜日 7時00分 - 7時30分 | 同時ネット |
| 山梨県         | テレビ山梨（UTY）         | TBS系列 | 土曜日 7時00分 - 7時30分 | 同時ネット |
| 長野県         | 信越放送（SBC）           | TBS系列 | 土曜日 7時00分 - 7時30分 | 同時ネット |
| 新潟県         | 新潟放送（BSN）           | TBS系列 | 土曜日 7時00分 - 7時30分 | 同時ネット |
| 静岡県         | 静岡放送（SBS）           | TBS系列 | 土曜日 7時00分 - 7時30分 | 同時ネット |
| 富山県         | チューリップテレビ（TUT） | TBS系列 | 土曜日 7時00分 - 7時30分 | 同時ネット |
| 石川県         | 北陸放送（MRO）           | TBS系列 | 土曜日 7時00分 - 7時30分 | 同時ネット |
| 中京広域圏     | CBCテレビ（CBC）          | TBS系列 | 土曜日 7時00分 - 7時30分 | 同時ネット |
| 近畿広域圏     | 毎日放送（MBS）           | TBS系列 | 土曜日 7時00分 - 7時30分 | 同時ネット |
| 鳥取県・島根県 | 山陰放送（BSS）           | TBS系列 | 土曜日 7時00分 - 7時30分 | 同時ネット |
| 岡山県・香川県 | RSK山陽放送（RSK）        | TBS系列 | 土曜日 7時00分 - 7時30分 | 同時ネット |
| 広島県         | 中国放送（RCC）           | TBS系列 | 土曜日 7時00分 - 7時30分 | 同時ネット |
| 山口県         | テレビ山口（tys）         | TBS系列 | 土曜日 7時00分 - 7時30分 | 同時ネット |
| 愛媛県         | あいテレビ（itv）         | TBS系列 | 土曜日 7時00分 - 7時30分 | 同時ネット |
| 高知県         | テレビ高知（KUTV）        | TBS系列 | 土曜日 7時00分 - 7時30分 | 同時ネット |
| 福岡県         | RKB毎日放送（rkb）        | TBS系列 | 土曜日 7時00分 - 7時30分 | 同時ネット |
| 長崎県         | 長崎放送（NBC）           | TBS系列 | 土曜日 7時00分 - 7時30分 | 同時ネット |
| 熊本県         | 熊本放送（RKK）           | TBS系列 | 土曜日 7時00分 - 7時30分 | 同時ネット |
| 大分県         | 大分放送（OBS）           | TBS系列 | 土曜日 7時00分 - 7時30分 | 同時ネット |
| 宮崎県         | 宮崎放送（mrt）           | TBS系列 | 土曜日 7時00分 - 7時30分 | 同時ネット |
| 鹿児島県       | 南日本放送（MBC）         | TBS系列 | 土曜日 7時00分 - 7時30分 | 同時ネット |
| 沖縄県         | 琉球放送（RBC）           | TBS系列 | 土曜日 7時00分 - 7時30分 | 同時ネット |

## 出演者

### 総合司会（メインキャスター）
いずれも、TBSアナウンサー。
- 安住紳一郎[2] - 同局の2020年東京オリンピックの総合司会でもあった。
- 山形純菜[2] - 2021年4月3日からは、『まるっと!サタデー』（前枠に編成されている生放送番組）でもMCを担当しているため、2番組連続で出演していた。

2020東京オリンピックの開催期間中（2021年7月21日 - 8月8日）には、競技の中継をTBSテレビ系列で放送する場合に、安住が総合司会を担当。山形は、新体操・トランポリン・女子バレーボールなどの中継で、競技会場からの直前リポートを任されていた。
2020年11月14日・12月5日放送回は山形が不在のため、後輩の若林有子が代演。

## ゲスト
2019年 / 2020年 / 2021年

## 放送を休止・変更した事例
- 毎年4月上旬開催の男子ゴルフ『マスターズ・トーナメント』が放送される週は、本番組の放送を休止する。2020年は大会が11月に延期となったが、中継（14日）は朝7:00までとなったことから、本番組の休止はなかった。
- 2019年9月28日、10月5日は、『世界陸上ドーハ』女子マラソン中継のため休止。
- 2021年1月2日は、年始特別編成のため休止[注釈 3]。

## スタッフ
- ナレーター：山形純菜（TBSアナウンサー）
- 構成：渡邊健一、谷田彰吾、河合秀仁、牧田英士、本松エリ、伊藤のぶゆき
- TM：八木真
- TD：米山亨、荒井隆之、廣岡達之
- VE：愛川颯丈、長谷川雄祐、生田史織、佐藤希美、則竹香
- カメラ：喜友名邦裕、佐藤光一
- 音声：中村心
- 照明：鈴木博之、佐川司
- 美術プロデューサー：宇野宏美（以前は美術デザイナー→美術プロデューサー・美術デザイナー）
- 美術制作：半田裕記
- CGデザイン：松原貴明、芦田佳子
- 編集：青木俊祐、内藤潤一、宮坂正憲、寺内太郎
- MA：中村匠吾、乾秀明、佐藤龍志、井田須美子、下條亨介、松元祐二、園田智明
- 選曲：斎藤丈（文）一
- 編成：横山英士、竹内敦史
- TK：松井ちなみ
- リサーチ：Ring
- スタイリスト：藤井亨子
- ヘアメイク：有馬妙美
- 協力：AtoZ Sports
- AP：佐々木千代、林沙織
- 競技担当：竹本理沙、佐藤礼子、小田舞乃、大畑合、中村紘、溝端清悟、園田永吉、大塚麻衣、松永隼人、池田圭、小倉好夫、古橋健次、地迫希志
- AD：細野香織、榎本卓、新井誇子奈、中島祥太、大熊蓮、白取優一、山本祐吏、今城一輝、小松玲央、山下紘奈、高橋莉奈、鈴木賢也、村松麟太郎、久保田涼、佐藤孝彬、樫村釵人、指田康仁、藤田駿、久保田寛司、佐藤孝彬、高迩律、岡田倖輔、秋元洋祐、船木希歩
- 協力プロデューサー：後藤隆二（以前はプロデューサー）
- ディレクター：渡辺賢（渡辺→演出回あり）、宇野龍太郎、阿部義彦、田中順士、佐々木嘉伸、宮澤隆平、島崎圭二（島崎→競技担当回あり）、小野夢子、小島隆彰（補）、畔上健一、土屋大路、尾崎江梨香、門倉勝次、永野三久、広瀬泰斗、目加田直毅、秋山典彦、山田陽子、関根智大、山内直人、川上崇文、岩本日菜子（岩本→以前はAD）
- 制作協力：KAKlKO、TBS SPARKLE、太平洋少年倶楽部、DEX、TPK
- 演出：山本創、片岡靖就、藤井康成、小坂宗生（山本・小坂・片岡→ディレクター回あり）、工藤渉、小濱（浜）和彦（小濱→以前はディレクター）
- プロデューサー：後藤健雄、鈴木雅彦、石塚一之、内野浩志（内野→2021年2月 - ）
- 総合演出・プロデューサー：村口太郎
- 制作：TBSテレビスポーツ局スポーツ番組制作部
- 製作著作：TBS

### 過去のスタッフ
- 構成：藤澤太朗（一時期のみ）、江戸川ダビ夫
- 美術プロデューサー：中西忠司
- 美術制作：岩井愛
- 編成：白石徹太郎、造田雅之
- プロデューサー：榎本陽、本橋剛、宮本和幸（宮本→2020年4月 - ）
- 制作プロデューサー：藤澤滋彰、鈴木栄蔵（鈴木→2020年4月 - ）